# Ангостура (Колумбия)
Ангостура (исп. Angostura) — город и муниципалитет на севере Колумбии, на территории департамента Антьокия. Входит в состав субрегиона Северная Антьокия.

## История
До прихода испанцев на территории муниципалитета обитало индейское племя es:Nutabes. Поселение, из которого позднее вырос город, было основано золотоискателями 3 января  1814 года. Муниципалитет Ангостура был выделен в отдельную административную единицу в 1822 году.

## Географическое положение
Город расположен в северной части департамента, в гористой местности Центральной Кордильеры, на расстоянии приблизительно 68 километров к северо-северо-востоку (NNE) от Медельина, административного центра департамента. Абсолютная высота — 1753 метра над уровнем моря.

Муниципалитет Ангостура граничит на севере с муниципалитетом Кампаменто, на северо-западе и западе — с муниципалитетом Ярумаль, на юге — с муниципалитетами Каролина-дель-Принсипе и Санта-Роса-де-Осос, на востоке — с муниципалитетом Гуадалупе. Площадь муниципалитета составляет 387 км².

## Население
По данным Национального административного департамента статистики Колумбии, совокупная численность населения города и муниципалитета в 2012 году составляла 11 695 человек.
Динамика численности населения муниципалитета по годам:
| 2005   | 2006   | 2007   | 2008   | 2009   | 2010   | 2011   | 2012   |
| ------ | ------ | ------ | ------ | ------ | ------ | ------ | ------ |
| 12 519 | 12 417 | 12 294 | 12 175 | 12 046 | 11 930 | 11 811 | 11 695 |

Согласно данным переписи 2005 года мужчины составляли 51,1 % от населения Ангостуры, женщины — соответственно 48,9 %. В расовом отношении белые и метисы составляли 76,6 % от населения города; негры, мулаты и райсальцы — 23,4 %.
Уровень грамотности среди всего населения составлял 76,8 %.

## Экономика
Основу экономики Ангостуры составляют сельскохозяйственное производство и добыча полезных ископаемых.

46,9 % от общего числа городских и муниципальных предприятий составляют предприятия торговой сферы, 39,3 % — предприятия сферы обслуживания, 13,8 % — промышленные предприятия.